# 가이즈카역 (오사카부)
가이즈카역(일본어: 貝塚駅)은 일본 오사카부 가이즈카시에 위치한 난카이 전기 철도 · 미즈마 철도의 철도역이다. 난카이 전기 철도가 운영하는 난카이 본선의 소속역이며, 이 역을 기점으로 하는 미즈마 철도의 미즈마 선등 2개의 노선이 운행 중이다.

## 타는 곳

### 난카이 전기 철도
역 번호는 NK 26이며, 섬식 승강장 2면 4선의 구조를 갖춘 지상역이다.
| 1 · 2 | 난카이 본선 | 하행 | 와카야마시 방면 ( 공항선) 간사이쿠코 방면 |
| 3 · 4 | 난카이 본선 | 상행 | 난바 방면                                 |

### 미즈마 철도
두단식 승강장 1면 2선의 구조를 갖춘 지상역이다. 예전에는, 난카이 전기 철도의 역으로 사용되었다.
| 1 · 2 | ■ 미즈마 선 | 하행 | 미즈마칸논 방면 |

## 이용 현황
| 연도   | 난카이 전기 철도 | 난카이 전기 철도 | 미즈마 철도 |
| 연도   | 승하차 인원      | 순위             | 승하차 인원 |
| ------ | ---------------- | ---------------- | ----------- |
| 2000년 | 22,058           | -                | 6,299       |
| 2001년 | 21,538           | -                | 6,043       |
| 2002년 | 20,870           | -                | 5,672       |
| 2003년 | 20,621           | -                | 5,437       |
| 2004년 | 20,295           | -                | 5,019       |
| 2005년 | 20,387           | -                | 5,272       |
| 2006년 | 20,467           | -                | 5,409       |
| 2007년 | 20,862           | 14위             | 5,379       |
| 2008년 | 21,087           | -                | 5,322       |
| 2009년 | 20,612           | -                | 4,772       |
| 2010년 | 20,331           | -                | 4,353       |
| 2011년 | 20,308           | 14위             | 4,196       |
| 2012년 | 20,210           | -                | 4,085       |
| 2013년 | 20,525           | 15위             | 4,562       |
| 2014년 | 20,028           | 16위             | 4,670       |
| 2015년 | 20,290           | 16위             | 4,664       |

## 역 주변
- 일본 연금기구 가이즈카 연금 사무소

## 인접 역
| 난카이 전기철도 난카이 본선 | 난카이 전기철도 난카이 본선        | 난카이 전기철도 난카이 본선                                   |
| --------------------------- | ---------------------------------- | ------------------------------------------------------------- |
| NK 24 기시와다 난바 방면    | ■ 급행 · ■ 공항 급행 · ■ 구간 급행 | 이즈미사노 NK 30 와카야마코 ・ 간사이 공항 ・ 와카야마시 방면 |
| NK 25 다코지조 난바 방면    | ■ 준특급 (난바 행만 운행) ■ 보통   | 니시키노하마 NK 27 하구라자키 · 와카야마시 방면               |
| 미즈마 철도 미즈마 선       |                                    |                                                               |
| 시·종착역                   | ■ 미즈마 선                        | 가이즈카시야쿠쇼마에 미즈마칸논 방면                          |